# Bobbysocks
Bobbysocks (1984–1988) war ein norwegisches Pop-Duo, das aus Hanne Krogh und Elisabeth Andreassen bestand.

## Werdegang
Hanne Krogh vertrat bereits 1971 mit dem Lied Lykken er … (dt. „Glück ist …“) Norwegen beim Eurovision Song Contest (sie wurde Vorletzte), Elisabeth Andreasson bildete mit Kikki Danielsson das Duo Chips, das mit Dag efter dag (dt. „Tag für Tag“) beim Eurovision Song Contest 1982 für Schweden den achten Platz ersang.
Nach dem Misserfolg von Elisabeth Andreassen bei der schwedischen Vorentscheidung zum Eurovision Song Contest 1984 mit dem Titel Kärleksmagi formierten sich die beiden Sängerinnen zum Duo „Bobbysocks“, die mit La det swinge (Let It Swing) den Eurovision Song Contest 1985 in Göteborg für Norwegen gewannen. Nach diesem Sieg errangen sie große Popularität und machten internationale Tourneen. Ein weiterer Erfolg des Duos war der Song Waiting for the Morning. Das Duo existierte bis 1988.
Elisabeth Andreassen trat 1990 wieder bei der schwedischen Vorentscheidung zum Eurovision Song Contest mit dem Titel Jag ser en stjärna falla (dt. „Ich sehe einen Stern fallen“) an und wurde Siebte. 1991 wurde Hanne Krogh als Mitglied der Gruppe „Just 4 Fun“ beim Eurovision Song Contest 17. Elisabeth Andreassen trat 1994 im Duett mit Jan Werner Danielsen (sie wurden 6.) und 1996 mit I evighet (dt. „In Ewigkeit“; sie wurde 2.) wiederholt für Norwegen beim Eurovision Song Contest an.
Auch nach ihrer Trennung 1988 traten Andreassen und Krogh immer wieder gemeinsam auf. 2010 erschien ein Best-of-Album, für das sie zwei neue Titel gemeinsam aufnahmen.
Im Jahr 2025, 40 Jahre nach ihrem Sieg beim Eurovision Song Contest, nahm das Duo erneut am norwegischen Vorentscheid für den Eurovision Song Contest, dem Melodi Grand Prix 2025, teil. Bobbysocks erreichte dort mit dem Lied Joyful den dritten Platz.

## Diskografie
Alben
- 1984: Bobbysocks
- 1986: Waiting for the Morning
- 1987: Walkin’ on Air
- 2010: Let It Swing – The Best of Bobbysocks!

Singles
- 1984: I Don’t Wanna Break My Heart
- 1985: Radio
- 1985: Let It Swing
- 1985: Midnight Rocks
- 1986: Waiting for the Morning
- 1986: Johnny and the Dancing Girls
- 1987: Swing It, Magister’n
- 1987: If I Fall
- 1987: Don’t Leave Me Here Without You